# 戒厳
戒厳（かいげん）とは、戦時や自然災害、暴動等の緊急事態において兵力をもって国内外の一地域あるいは全国を警備する場合に、憲法・法律の一部の効力を停止し、行政権・司法権の一部ないし全部を軍隊の指揮下に移行することをいう。軍事法規のひとつであり、戒厳について規定した法令を戒厳令（英語: martial law）という。

## 概説
本来はテロなどによる治安悪化や過激な暴動を中止させるために発令が行われる。非常事態宣言との定義の違いは、戒厳とは国の立法・司法・行政の一部又は全部を軍に移管させることである。通常の民事法・刑事法の適用は一部または全部停止され軍法による統治が行われる。また、裁判は軍事法廷の管轄となる場合がある。クーデターに伴い、起こした臨時政府によって発令されることもある。民衆の抗議・デモ等により政府が危機に陥った際に、反政府勢力を抑える目的で戒厳が布かれることがある。また、大規模な自然災害の際には戒厳が宣言される場合がある。戦時中であったり、または民政政府が機能していなかったり、民政政府が存在しない場合は、戒厳が布かれる場合がある。このような例としては米国南北戦争後の南部復興の時代などがある。典型的な戒厳下では夜間外出禁止令を伴う。

## 法体系

### フランス法
戒厳は、フランス革命中の1791年にフランスで施行された「戦場及び防塞の維持及び区分、防御工事等の警察に関する1791年7月10日の法律（フランス語版）」（以下「1791年合囲法」）を淵源とする。1791年合囲法は、要塞（城壁をめぐらした都市であるところの要塞）が戦時状態にあるときは、内部的秩序及び警察の維持のために憲法が文官に付与した全ての権限を軍隊指揮官に移転させ、軍隊指揮官は一身上の責任によってこれを行使することを定めていた。革命の渦中にあったフランスが周囲の国からの軍事的介入の危機にさらされていたことを考慮すれば、敵国による軍事的包囲という非常事態に対処する法として1791年合囲法を制定した可能性はあるが、それが1791年合囲法を制定した真の意図であったかどうかは疑わしいとされる。1791年合囲法は、まず、ブルジョワ・立憲王制派が共和派を武力弾圧する手段として発動された。
その後は、1797年、総裁政府のもとでフリュクティドール18日のクーデターが生じた際には、このクーデターを合法化するために、「共和暦5年フリュクティドール10日及び19日の2法律（Lois des 10 et 19 Fructidor An V.）」が制定された。この法律においては、1791年合囲法における合囲地の制限を撤廃し、フランスの全領土に対する戦時状態及び合囲状態が認められた。この法律が制定されたことによって、局地的に制限された戦時状態や合囲状態に適用される軍事的な性格を有していた1791年合囲法が、「政治的合囲状態」、すなわちクーデターのための有効な法的武器へと転化することとなった。その結果、フリュクティドール18日のクーデターを再現しようとした1799年のブリュメール18日のクーデターによって総裁政府が崩壊し、ナポレオン・ボナパルトによる統領政府が誕生することとなった。
ナポレオンは、統領政府を経て帝位につくと（第一帝政）、1811年11月、1791年合囲法に定められた戦時状態と合囲状態を対照し、その宣告を適用する場合を列挙する詔勅（Décret du 24 décembre 1811, relatif à l'organisation et au service des états-majors de places）（フランス語版）を発布した。その具体的な事例の中には、外敵からの脅威の危険が挙げられたほか、暴動の危険が発生し、又は発生しようとする場合、すなわち、内戦状態も挙げられることとなった。そのため、1791年合囲法は、国内の政治的反対派を軍事独裁によって弾圧するという目的を公然と示すに至った。
1848年の二月革命によって成立した第二共和制においては、労働者による六月蜂起への対応として、パリに合囲状態が宣告され、軍隊が労働者を襲撃して虐殺した。この武力行使によって労働者の蜂起は鎮圧され、合囲状態が宣告されたまま、第二共和制憲法が制定された。同年10月には合囲状態が解止されたが、同年12月10日の選挙でルイ・ナポレオンが大統領に選出されると、1849年8月9日の戒厳令（「合囲状態に関する法律」）が制定され、「ルイ・ボナパルトによるブリュメール18日のクーデター」（1851年12月2日のクーデター）に適用された。この1849年8月9日の戒厳令は、第二共和制憲法106条に「戒厳令が宣言されうる場合は法律が決定し、かつこの処置の形式と効果は法律が規定する。」という根拠規定を有していた。
その後、1849年8月9日の戒厳令は、第三共和制期に制定された1878年4月3日の戒厳令（「合囲状態に関する法律」）（フランス語版）によって改正され、恣意的な発動を制限するために条件及び手続が厳しく規定されることとなったが、第三共和制憲法には、戒厳令を制定する憲法上の根拠は存在しなかった。

### ドイツ法
専制君主時代のプロイセン王国においては、何らの制限なく国王が非常手段を執る権利を有していたが、1809年9月30日の「包囲又は包囲攻撃に際する要塞及びその地域における文事官憲及び公共団体の競合及び義務負担に関する勅令」（Das Publikandum vom 30. September 1809, über die Konkurrenz und Verpflichitung der Zivilautoritäten und Kommunen in der Festungen und deren bei entsprechender Einschliszung order Belagerung）は、フランス法に倣って、戦時における要塞の例外状態を規定した。
その後、1848年のフランスの二月革命がドイツに波及して三月革命が発生すると、同年5月にはフランクフルト国民議会とプロイセン国民議会が成立した。フランクフルト国民議会は、ドイツ国憲法（パウロ教会憲法）を制定したが、翌1849年3月にプロイセン王フリードリヒ・ヴィルヘルム4世がドイツ皇帝の戴冠を拒否すると、憲法擁護を叫ぶ南ドイツ諸邦において憲法戦役が生じた。これに対して、プロイセン国民議会は、実在する王権と対峙せざるをえない状況にあった。同年5月にプロイセン政府が国民議会に提出した憲法草案においては、暴動の際、法律が定めるところによって、身体の自由、住居の不可侵、法律に定める裁判官の裁判を受ける権利並びに集会及び結社の自由を保障した憲法の条項を停止することができると規定されていたところ、プロイセン国民議会の委員会は修正案（ヴァルデック草案）を作成し、その110条において、「戦争又は暴動の場合、特別法によって、遅くとも直後の議会の開会までの間、憲法第5条、第13条及び第26条の一時的かつ地域的な停止を宣言することができる。この場合において、両議院が召集されていないときは、その停止は、内閣の決定によって、かつ、その責任の下に、仮に宣言することができる。この場合、両院は直ちに召集されなければならない。」と規定した。しかし、パリの六月蜂起に対する反動を契機として、プロイセンにおいても、反動の動きがあり、11月12日の王権によるクーデターによって、軍によるベルリンの制圧、市民防衛軍の解体、戒厳宣告が行われた。フリードリヒ・ヴィルヘルム4世は、同年12月5日に欽定憲法（プロイセン憲法）を発布し、国民議会を解散した。
1849年2月にベルリンに召集された憲法修正議会は、前年11月12日の戒厳宣告を違法であると決議したが、フリードリヒ・ヴィルヘルム4世は、下院を解散し、欽定憲法105条2項の規定に基づき、緊急勅令として、「合囲状態に関する勅令」を制定した。憲法修正議会は、1850年1月30日、修正憲法を成立させたが、「合囲状態に関する勅令」についての討議は行われなかった。修正憲法111条は、欽定憲法110条の規定をほとんどそのまま引き継ぎ、「戦時又は事変に際し、公共の安全に対して急迫した危険があるときは、憲法第5条、第6条、第7条、第27条、第28条、第29条、第30条及び第36条は、その時期及びその地域を限り、その効力を停止することができる。その細則は、法律で定める。」と規定した。ヴァルデック草案に比べて、プロイセン憲法の規定は、例外状態における憲法の人権停止条項を大幅に増やし、議会は、これを削減しなかった。欽定憲法及び修正憲法に列挙された人権条項は、人身の自由、住居の不可侵、法定の裁判を受ける権利、言論・著作・出版・書画による表現の自由と検閲の禁止及びこれらの手段による犯罪は一般刑法のみに従うこと、集会の自由、結社の自由、法定かつ文事官庁の要求によらない兵力使用の禁止であった。プロイセン憲法に基づく第1回議会においては、「合囲状態に関する勅令」が「臨時に発した命令」として承認を求められるとともに、憲法111条に基づく法案として提出された。この法案は、修正を経て、1851年6月4日の合囲状態に関する法律（Gesetz über den Belagerungszustand vom 4. Juni 1851）として制定された。
1871年にドイツ帝国が成立すると、ドイツ帝国憲法（ビスマルク憲法）68条は、「連邦領域内の公安を紊るの虞あるときは、皇帝は、その各部に戒厳を宣言することができる。戒厳宣告の条件、公布の形式及びその効果を定める帝国法律の制定に至るまでは、1851年6月4日プロイセン法の条項を適用する。」と規定し、プロイセンの1851年6月4日の合囲状態に関する法律が援用された。
なお、ドイツ帝国憲法68条とプロイセン憲法111条との関係に対する理解の混乱が、後に、大日本帝国憲法における立法上及び解釈上の混乱をもたらしたと指摘されている。
日本における戒厳令は、これらフランス及びプロイセンの戒厳令を母法としている。

### 英米法
イギリス及びアメリカには、憲法のなかに非常法は存在しない。
イギリスにおいては、アイルランドや植民地に適用する場合を除き、非常法の執行を授権する法律はなかった。1920年に制定された非常権法（The Emergency Powers Act）は、国王に対して非常事態宣言を発出する権限を付与したが、これは、文事官憲を援助するための軍隊の出動に関するものであって、軍事官憲に執行権を付与する合囲法とは性格を全く異にしている。
アメリカ合衆国憲法1条9節2項は、「人身保護令状の特権は、反乱又は侵略に際し公共の安全上必要とされる場合のほか、これを停止してはならない。 」と規定している。しかし、実際に、誰が、どのような手続で、このような例外事態を認定し、非常権を発動するかについては、その権限を明示していない。
イギリス及びアメリカにおいては、普通法（common law）に対して、非常法としての不文法である軍法（martial law）という概念が存在している。軍法の発動は、シビリアン・コントロールを前提とする非常権法（イギリス）の発動とは異なり、通常の法の停止及び軍の裁判所による一国の全部又は一部の支配を実現することであるから、軍隊指揮官が独裁的に執行権力を行使することを意味する。イギリス及びアメリカにおいては、軍法は、国家の緊急避難を意味する自然法的な存在として適法であり、必要こそが法である（必要についての判断の適否が軍法発動の適否を決定する）という考え方に立脚している。そのため、必要の適否については、イギリスでは裁判所が、アメリカでは議会が判断し、その判断の適否については、イギリスでは議会が、アメリカでは裁判所が審査するという構造をとっており、権力分立によるバランスがこの不文法を限定しているとされている。
なお、日本語でいう「戒厳令」という法令用語は、「合囲法」の概念を表現するものでありながら、不文法（軍法）である"martial law"の訳語として用いられている。逆に、英語でも、合囲法・戒厳令が"martial law"として表現されている。このような用語法が、各国家における非常法についての理解の混乱の一因になっていると指摘されている。

## 日本における戒厳

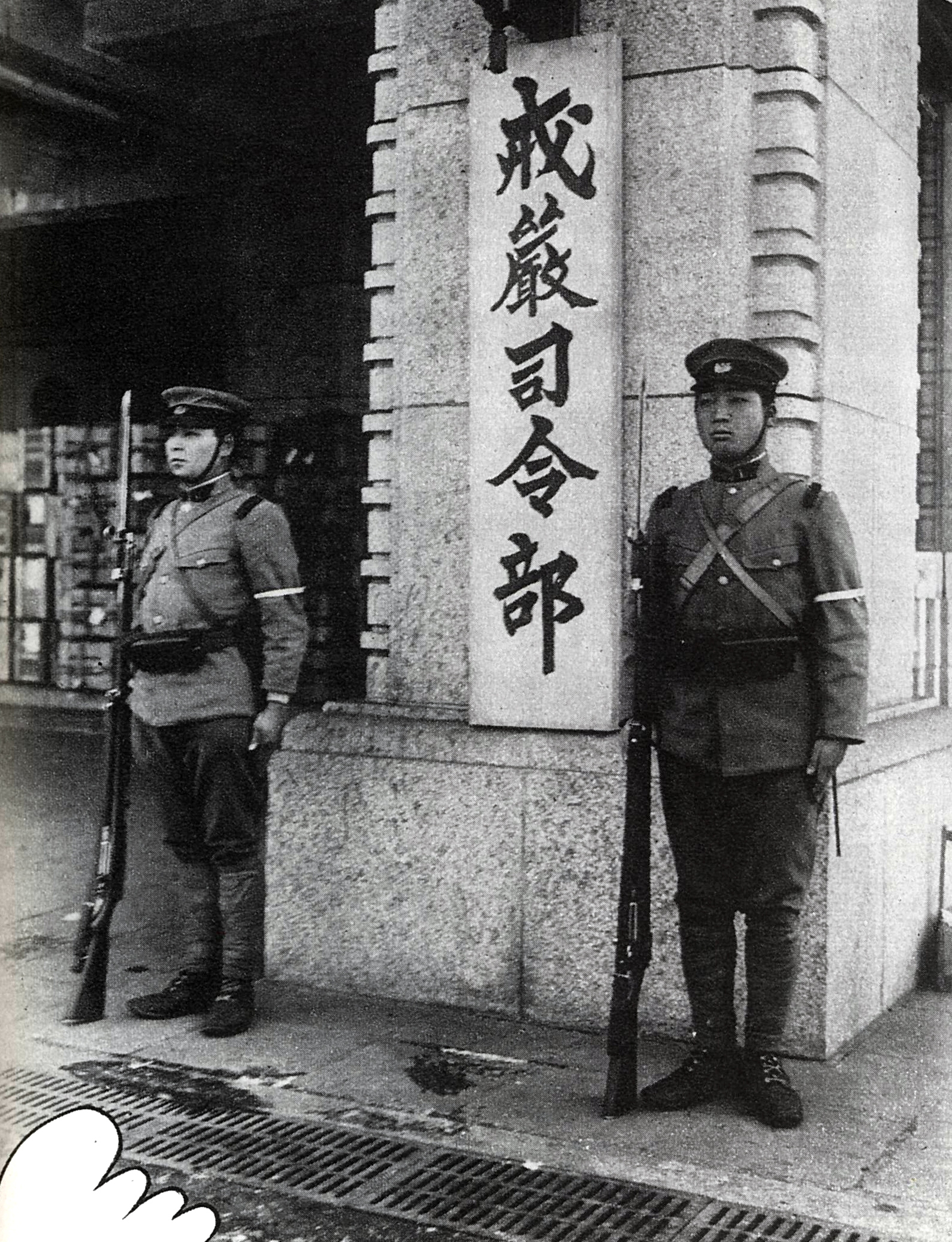
戒厳司令部　二・二六事件の際に設置

日本における戒厳は、1882年（明治15年）制定の戒厳令で明文化され、1889年（明治22年）公布の大日本帝国憲法においても戒厳宣布は勅令に基づく天皇大権として明記された。戒厳令にもとづく戒厳宣布が行われたのは、明治時代の日清戦争と日露戦争に際してのみである。昭和時代の日中戦争、太平洋戦争（大東亜戦争）の際には、戒厳令は宣布されていない。
なお、「戒厳令」は「戒厳」の効力、要件を規定した法令の名称であり、「戒厳の宣布」により「戒厳令」に規定された非常事態措置が適用されることになる。したがって、戒厳の宣布を行うこと自体をしばしば「戒厳令を布く」「戒厳令下に置く」というが、この表現は少なくとも、大日本帝国憲法の下での法制に照らすと正確ではない。
戒厳令にもとづかないで戒厳と同様の効力を生じさせた例として、日比谷焼打事件、関東大震災、二・二六事件に際して緊急勅令によって戒厳令の一部の規定の適用が行われた例があり、これらは単に「戒厳」と称されることが多い。これらは戒厳令の定める本来の戒厳ではないことから、行政戒厳と呼ばれる。
また、「戒厳司令部」「戒厳司令官」が設置されたのは二・二六事件の際だけであり、関東大震災の際は「関東戒厳司令部」「関東戒厳司令官」が置かれたものの、日清戦争では「戒厳施行の司令官」、日露戦争では「戒厳地の司令官」が法令上の用語である。

### 沿革
日本で「戒厳」の語が用いられた最古の例は、『日本三代実録』元慶3年（879年）10月22日条で清和上皇の大和国行幸に際し「諸陣戒厳すべし」とあるものだが、当時は「敵に対し厳しく警戒する」という意味であった。
近代における戒厳は、西南戦争中の1877年（明治10年）6月に元老院議官・細川潤次郎が「戒厳宣告之議 併 引用書抄録」を元老院に提出したのを早い例とし、1881年（明治14年）3月にも参謀本部御用掛の西周が「戒厳条例」を起草して参謀本部長・山県有朋に提出している。
実際に戒厳を法令規定する流れは、1881年12月28日に陸軍卿・大山巌が太政大臣・三条実美に上申した戒厳令草案をもとに進んでいった。同案は参事院での審案と元老院での協議を経て、1882年（明治15年）8月5日太政官布告第36号「戒嚴令」として制定された。これはフランス及びプロイセンの戒厳法をモデルとしていた。成立後の1886年（明治19年）11月30日公布勅令第74号によって第6条を改正したが、それが制定から廃止までの間で唯一の修正となった。その後、1889年（明治22年）2月11日に公布された大日本帝国憲法の第14条において、「天皇は戒厳を宣告す。戒厳の要件及効力は法律を以て之を定む」とし、憲法の体系に組み込まれた。なお戒厳の要件及び効力を規定する法律は制定されず、太政官布告である戒厳令が法律としての効力を有するとされていた。
戒厳令は当初内地のみに施行されたが、外地の台湾・樺太・朝鮮にも明治末から大正初めにかけて順次施行されていき、領土ではない関東州、満鉄付属地、南洋群島でも施行されるに至った。
戒厳の宣告は、一時的に兵力による統治を設定する行為であって、専ら軍事上の必要に基づくものであるが、統帥権の作用ではなく、国務上の大権に属する。宣告の形式については、実際に戒厳の宣告があった日清戦争、日露戦争時には勅令で行われている。この時は公文式が施行されていたが、公式令の施行後は、戒厳の宣告は、天皇大権の施行に関する勅旨を宣誥するものとして、詔書によって行い、天皇の親署の後、御璽を鈐し、内閣総理大臣が年月日を記入し、他の国務各大臣とともに副署することを要する（公式令1条1項、2項）とされている。ただし、公式令の施行後、戒厳宣告の実例はない。
なお、戒厳の宣告は天皇の親裁事項であるが、緊急を要する場合には軍司令官が戒厳を宣告させることが認められている（戒厳令4条、5条）。この場合、軍司令官は直ちに主務大臣に具申するとともに、戒厳を宣告する地の行政官庁及び裁判所に対して通知することとなる。後述するように司令官がこれを試みた例はあるが実際に有効と認められた例はない。
戒厳令は1947年（昭和22年）5月17日公布の政令第52号により、日本国憲法が施行された同月3日に遡って廃止された。
なお、日本国の現行法には、戒厳に関する規定や戒厳令に相当する法令は存在しない。国の非常事態に対処する緊急措置として次のような規定が設けられているが、あくまで憲法および法律の枠内での措置である。
- 緊急事態の布告（警察法71条1項）
- 防衛出動（自衛隊法76条1項）
  - 防衛出動時の武力行使（自衛隊法88条1項）
  - 防衛出動時の物資の収用（自衛隊法103条）
- 治安出動（自衛隊法78条1項）
  - 治安出動時の武器使用（自衛隊法90条1項）

### 戒厳令の規定

#### 戒厳地域区分
日本の戒厳令においては、以下の2種類の戒厳地域区分が存在した（戒厳令2条）。
- 臨戦地境

「戦事（時）若くは事変に際し警戒すべき」地域（2条1号）。軍事に関する事件に限り、地方行政・司法事務が当該地域軍司令官の管掌となる（9条）。裁判権は移管しない。
- 合囲地境

「敵の合囲若くは攻撃其他の事変に際し警戒す可き」地域（2条2号）。臨戦地境よりも警戒の必要性が高いことから、すべての地方行政・司法事務が当該地域軍司令官の管掌となる（10条）。軍事に係る民事・一定の刑事（皇室に対する罪・強盗罪・放火罪など）の裁判権は軍の裁判所が有する（11条）。

#### 戒厳の布告・宣告
戒厳は天皇による布告（3条）もしくは所定の軍隊司令官による宣告（4条・5条）によって戒厳を布くことが規定されたが、大日本帝国憲法14条1項で「天皇は戒厳を宣告す」と定められたため、実際には布告は用いられず、天皇は勅令によって戒厳を宣告した。司令官が上奏して宣告を請うことが困難な場合、司令官自身で宣告でき、これを臨時戒厳と言うが、戒厳の種別ではない。
実際の手続は①閣議決定・内閣による奏請 ②枢密顧問の諮詢・枢密院の議決 ③天皇の裁可 ④普通勅令（緊急勅令ではない）の公布 という手順によって行われた。
戒厳の効力は「解止」の布告または宣告が行われるまで継続した（15条・16条）。

#### 戒厳司令官の権限
戒厳地境では司令官は以下の執行権を有し、その執行による損害を補償する必要がなかった（14条）。
1. 集会・新聞雑誌広告等の停止。
2. 軍需に供すべき民有物品の調査および輸出の禁止。
3. 銃砲弾薬など危険物品の検査・押収。
4. 郵便電報の開披、船舶および諸物品の検査、陸海通路の停止。
5. 戦状によりやむを得ない場合における人民の動産不動産の破壊。
6. 合囲地境内における昼夜を問わない人民の家屋・建造物・船舶への立入り検査。
7. 合囲地境内で寄宿する者をそこから退去させること。

### 戒厳の実例
- 臨戦地境戒厳
  - 日清戦争

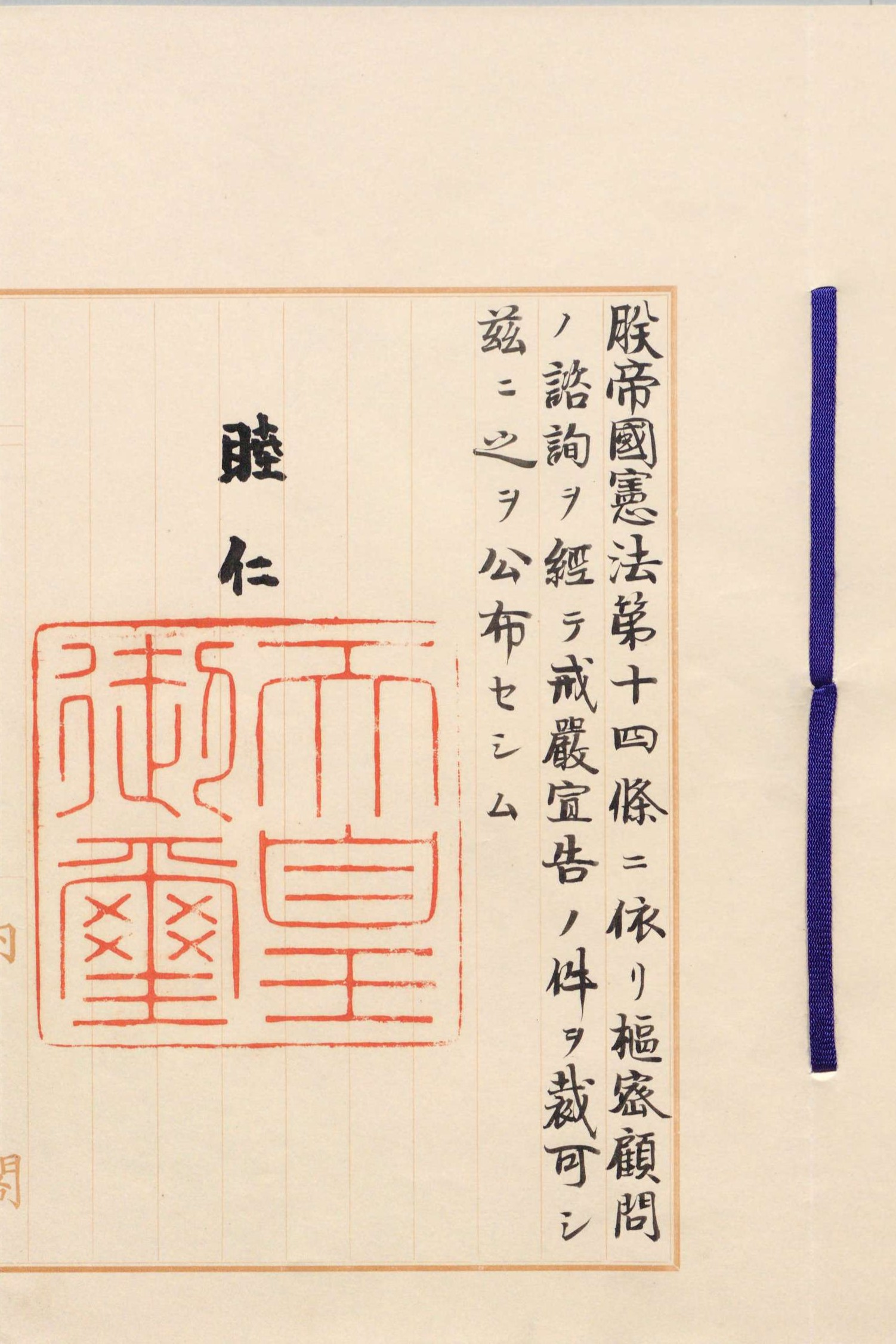
明治27年勅令第174号戒厳宣告ノ件

    - 広島市全部及び宇品地区 - 1894年（明治27年）10月6日、勅令第174号[49]によって公布[50]。宣戦布告の2ヶ月後であり、既に広島には広島大本営が置かれていた。戒厳施行の司令官は第5師団留守師団長・山沢静吾陸軍少将（留守歩兵第9旅団長、留守第5師団長事務取扱兼務）[51]。下関条約調印から2ヶ月が経過した1895年（明治28年）6月19日、勅令第76号[52]により6月20日限りで解止されることが公布された[53]。

  - 日露戦争
    - 長崎要塞地帯および要塞地帯法第7条第2項にいう要塞地帯 - 宣戦布告の5日後の1904年（明治37年）2月14日、勅令第36号[54]によって宣告、戒厳地の司令官は長崎要塞司令官兼長崎戦時指揮官[55]。ポーツマス条約調印の1ヶ月後の1905年（明治38年）10月16日、勅令第219号[56]によって解止[57]。
    - 佐世保要塞地帯および要塞地帯法第7条第2項にいう要塞地帯 - 1904年（明治37年）2月14日、勅令第37号[54]によって宣告、戒厳地の司令官は佐世保鎮守府司令長官兼佐世保戦時指揮官・鮫島員規海軍中将[55]。1905年（明治38年）10月16日、勅令第219号[56]によって解止[57]。
    - 対馬およびその沿海 - 1904年（明治37年）2月14日、勅令第38号[54]によって宣告、戒厳地の司令官は竹敷要港部司令官兼対馬戦時指揮官・角田秀松海軍中将[55]。1905年（明治38年）10月16日、勅令第219号[56]によって解止[57]。
    - 函館要塞および要塞地帯法第7条第2項にいう要塞地帯 - 1904年（明治37年）2月14日、勅令第39号[54]によって宣告、戒厳地の司令官は函館要塞司令官兼函館戦時指揮官[55]。1905年（明治38年）10月16日、勅令第219号[56]によって解止[57]。
    - 澎湖島・馬公要港境域内およびその沿海 - 1905年（明治38年）4月13日、勅令第133号[58]によって宣告、戒厳地の司令官は馬公要港部司令官兼澎湖島戦時指揮官・尾本知道海軍少将[55]。日本海海戦の1ヶ月後の同年7月7日、勅令第193号[59]によって解止[57]。
    - 澎湖列島を除く台湾全島およびその沿海 - 1905年（明治38年）5月12日、勅令第160号[60]によって宣告、戒厳地の司令官は台湾総督・児玉源太郎陸軍大将、ただし戒厳区域に不在の場合[注釈 3]台湾守備軍司令官・上田有沢陸軍中将[55]。同年7月7日、勅令第193号[59]によって解止[57]。
- 合囲地境戒厳
  - 発令された例はない。

#### 戒厳の宣告が取り沙汰された例
- 大津事件 - 津田三蔵の死刑に反対する児島惟謙大審院長の意見を排して津田を死刑に処するために、伊藤博文貴族院議長・山田顕義司法大臣らが「戒厳令（原文ママ）を発する」ことを主張した[61]。北博昭はこの経緯について「合囲地戒厳の場合、軍の裁判所で裁判を行うことができるが、そもそも戦時でないため要件を欠いており無理筋である」と述べる[61]。平時(「事変」[62]1条)の戒厳は当地を管轄する軍司令官が上奏し命令を待つか(5条)緊急に実施して太政官[63]に上奏かつ上長に具申する(7条)ものとされ、担当は第4師管あるいは上長の陸軍省であるが、いずれも戒厳宣告には至っていない。
- 第一次世界大戦中 - 寺内内閣の「対支政策の成功」のために「独探［敵国ドイツを利するスパイ］取締の名の下に、戒厳令の一部を施行」することを、後藤新平内務大臣は寺内正毅首相に意見書を出して提言している[64]。
- 天津事件 - 1931年（昭和6年）11月、天津の日本租界で暴動をきっかけに支那駐屯軍と中国軍が衝突、兵力で劣勢にあった支那駐屯軍司令官・香椎浩平中将は27日に合囲地境戒厳を宣告し、南次郎陸軍大臣にその旨を報告した[65]。しかし上述のように戒厳令の施行地域は日本国外では関東州や満鉄付属地などに限られており、租界は含まれていなかった。支那駐屯軍参謀長・武内俊二郎は陸軍次官・杉山元宛ての電報で、軍事行動としての必要から領土外においても戒厳令の適用がありうることを主張したが、陸軍中央はこれを認めず、戒厳宣告は無効となったものとみられる[66]。

### 緊急勅令による行政戒厳

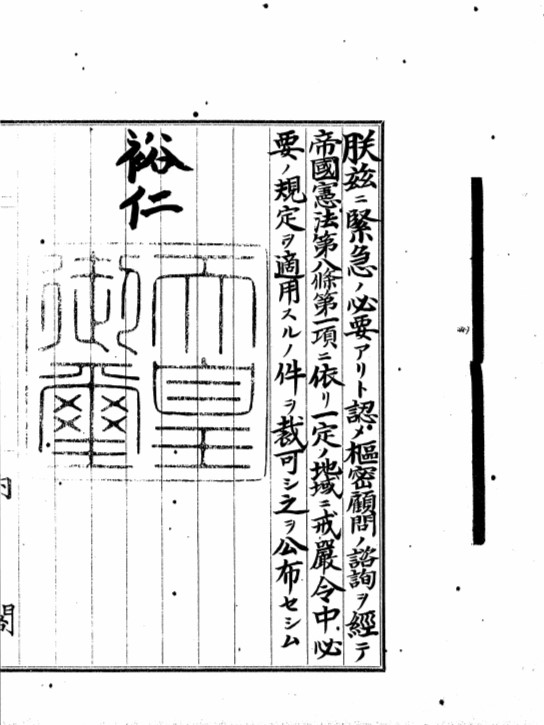
昭和11年勅令第18号一定ノ地域ニ戒厳令中必要ノ規定ヲ適用スルノ件

以上、「戒厳令」で規定された戒厳の他に、東京周辺にて緊急勅令（大日本帝国憲法第8条1項）にもとづくいわゆる「行政戒厳」が宣告された例が3例ある。これらは戒厳令で想定する臨戦・合囲の地域には該当せず、戦時ではなく平時の緊急事態に対応するために布かれたものである。そこで緊急勅令では「一定ノ地域ニ戒厳令中必要ノ規定ヲ適用スル」として戒厳令の規定を準用したのである（「必要ノ規定」に該当する条文は改めて後続する勅令で限定的に列挙されている）。つまり、これらの戒厳措置は戒厳令に根拠を有するのでなく、あくまで緊急勅令による騒乱鎮圧を目的とした措置として、戒厳令中の規定を適用するというものである（軍事上の目的ではなく、あくまで行政上の目的で宣告される戒厳であるから、「行政戒厳」と呼称される。）。行政戒厳では勅令にもとづき戒厳令の第9条（戒厳司令官による地方行政事務・司法事務の一部管掌）と第14条（戒厳司令官による私権の制約）のみの適用が行われた。佐々木惣一は『警察法概論』で行政戒厳を戒厳令の一部施行であって「戒厳と称することは適当ではない」としている。戒厳令にもとづく戒厳と異なり、緊急勅令中においては「宣告」の語は使われず、戒厳を解く勅令においても「解止」の語は使われなかった。
- 日比谷焼打事件
  - 1905年（明治38年）9月6日、勅令第205号[71]（緊急勅令）で東京府内の一定の地域に戒厳令中必要な規定を適用することが示され、即日施行された。同日勅令第207号[71]（普通勅令）で東京市、東京府荏原郡・豊多摩郡・北豊島郡・南足立郡・南葛飾郡に戒厳令第9条・第14条の規定を適用し、司令官の職務を東京衛戍総督（佐久間左馬太陸軍大将）が行うと規定された[72]。戒厳を布くことについては、前日にポーツマス条約の調印が行われたように実際には平時であるため、戒厳令にもとづく戒厳の宣告には枢密院でも異論が相次いだ[73]。そこで臨戦地境の名を出すことなく戒厳と同じ効果を実現するために緊急勅令による行政戒厳という手法が初めてとられた[73]。
  - 同年11月29日、勅令第242号[74]（緊急勅令）によって前述勅令第206号を同日で廃止され、戒厳は解かれた。緊急勅令を廃止するのは緊急勅令をもってする慣例があったため、廃止も緊急勅令によって行われたものである[75]。
- 関東大震災
  - 震災発生翌日の1923年（大正12年）9月2日、勅令第398号[76]（緊急勅令）で一定の地域に戒厳令中必要な規定を適用する旨が規定された[注釈 5]。同日勅令第399号[76]（普通勅令）で東京市、荏原郡、豊多摩郡、北豊島郡、南足立郡、南葛飾郡に戒厳令第9条・第14条の規定を適用し、司令官の職務を東京衛戍司令官（近衛師団長・森岡守成陸軍中将）が行うと規定され、即日施行された[77]。
  - 9月3日、勅令第401号[78]で勅令第399号は改正され、戒厳の地域は東京府、神奈川県の全域に拡大された。また司令官は東京衛戍司令官に代わって神奈川県横須賀市・三浦郡では横須賀鎮守府司令長官（野間口兼雄海軍大将）、その他の区域では関東戒厳司令官が務めることとされた。関東戒厳司令官は同日の勅令第400号[78]で設置された職で、軍事参議官の福田雅太郎陸軍大将が親補された[79]。
  - 9月4日、勅令第402号[80]で再度勅令第399号は改正され、東京府、神奈川県、埼玉県、千葉県にまで拡大された[79]。
  - 9月20日、甘粕事件を原因として福田関東戒厳司令官が更迭、山梨半造陸軍大将が後任として任命された[79]。
  - 10月25日、前日に公布された勅令第452号[81]で埼玉県、千葉県が戒厳区域から外された[82]。
  - 11月16日、前日に公布された勅令第478号[83]（緊急勅令）で勅令第398号を廃止、戒厳は解かれた[82]。また関東戒厳司令部も廃止されて東京警備司令部が新設、山梨大将が東京警備司令官に任じられた[82]。
- 二・二六事件
  - 1936年（昭和11年）2月27日、勅令第18号[84]（緊急勅令）で一定の地域に戒厳令中必要な規定を適用することが示され、即日施行された。同日勅令第19号[84]（普通勅令）で東京市に戒厳令第9条・第14条の規定が適用されることとなり、勅令第20条[84]（普通勅令）で戒厳司令部が設置されて東京警備司令官の香椎浩平が戒厳司令官に任命された（東京警備司令官の職務は停止）[85]。
  - 2月29日に反乱が鎮圧された後も戒厳は維持され、徐々に規制の緩和が進められる中で戒厳司令官も4月2日、岩越恒一陸軍中将に交替（東部防衛司令官・東京警備司令官も兼任）する[86]。
  - 7月5日に実行犯らに判決が下された後、7月17日の勅令第189号[87]（緊急勅令）で翌日より勅令第18号を廃止、戒厳も解かれることとなり、同時に戒厳司令部も廃止された[88]。

なお、1907年（明治40年）の足尾銅山における争議事件に際し、2月7日に戒厳令（原文ママ）が布かれたと翌日の『東京朝日新聞』『万朝報』が報じたが、9日の『東京日日新聞』は「戒厳令は虚報」という見出しでこれらの報道が誤報であることを伝えた。
第二次世界大戦中も梅津美治郎参謀総長が参謀本部の部長会議で「敵が本土に上陸した場合は全国に戒厳を発動する」と発言するなど、特に陸軍内で戒厳の検討が行われたが、結局終戦まで戒厳令にもとづく戒厳と行政戒厳のいずれも実行されなかった。その理由の一つには、明治時代から改正の行われていない戒厳令は、複雑化した国家の運営を統制して総動員体制を遂行するのには不充分であったためであり、梅津も戒厳令の基本的改正の必要を語っていた。また、戦争末期にはソ連の参戦を受けて陸軍省は全国の戒厳準備を開始していたが、現実の戒厳の前に日本政府がポツダム宣言を受諾したために戒厳の準備が日の目を見ることはなかった。戒厳が行われなかったといっても太平洋戦争開戦直後の1941年（昭和16年）12月21日に言論、出版、集会、結社等臨時取締法が施行、1945年（昭和20年）5月5日には軍事特別措置法が施行、6月23日には戦時緊急措置法が施行されるなど、戒厳令中の私権の制限にかかわる部分は個別の立法による制約が課されていた。

## 各国における戒厳の事例

### 韓国

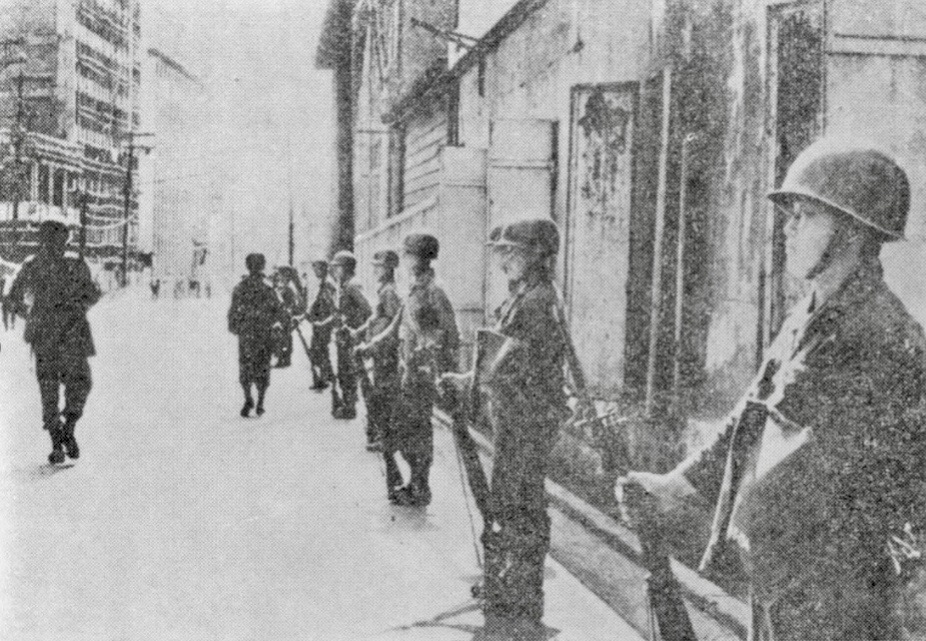
非常戒厳令下の韓国（1964年）

韓国では憲法第77条により、「非常戒厳（비상계엄）」と「警備戒厳（경비계엄）」の2種類の戒厳を大統領が布告できると規定されている。
このうち、非常戒厳が布告された例は下記の通り。
- 1948年10月21日 - 1949年2月5日。麗順叛乱事件の勃発に伴い麗水・順天地域限定で戒厳が布告。
- 1948年11月17日 - 1948年12月31日。4・3事件の勃発に伴い済州島地域限定で戒厳が布告。
- 1952年5月25日 - 1952年7月28日。釜山政治波動に伴い慶尚南道・全羅南道地域限定で戒厳が布告。
- 1960年4月19日 - 1960年7月16日。四月革命の勃発に伴いソウル特別市地域限定で戒厳が布告。
- 1961年5月16日 - 1962年12月6日。5・16軍事クーデターの勃発に伴い韓国の全地域に戒厳が布告。
- 1964年6月3日 - 1964年7月29日。日韓会談の反対デモに伴い戒厳が布告。
- 1972年10月17日 - 1972年12月13日。朴正煕政権による十月維新に伴い戒厳が布告（国会の解散と政党による政治活動禁止を内容とする特別宣言も同時に発表）[94]。
- 1979年10月18日 - 1981年1月24日。釜馬事件の勃発に伴い釜山直轄市地域限定で戒厳が布告（1979年10月26日の朴正煕暗殺事件・1980年5月17日の戒厳令拡大に伴い韓国の全地域に戒厳が布告）。
- 2024年12月3日 - 2024年12月4日。尹錫悦大統領が「政府閣僚や官僚への弾劾を連発し、予算までも政争の手段として利用し、国政を麻痺させる野党・共に民主党の反国家行為に対し、自由憲政秩序を守るため」として非常戒厳を布告した[95]。布告から約6時間後の12月4日午前4時30分に解除された[96]。

なお、2016年に発覚した崔順実ゲート事件当時、国会によって弾劾訴追された朴槿恵大統領の罷免を憲法裁判所が認めず、反発した国民が暴徒と化した場合、陸軍が戒厳令を布告し、デモを鎮圧する計画を国軍機務司令部（現・防諜司令部）が策定していた事実が明らかになっている。

### 中華民国（台湾）
中華民国では、李宗仁（中国国民党）政権下の1949年（民国38年）5月19日に台湾省へ戒厳令が布告された。その後、蔣経国総統が五一九緑色運動の高まりを受けて1987年7月15日に解除するまで、38年間もの長期に亘って施行され続けた。これは世界最長の戒厳体制である。

### 中華人民共和国
中華人民共和国では、1989年3月8日、当時チベット自治区党委書記だった胡錦濤がラサ全市に午前0時から中華人民共和国史上初めての戒厳を布告した。同年5月19日に六四天安門事件に伴い中国共産党政府によって戒厳が布告された。続いて李鵬首相が戒厳の必要性を訴える講話を行った。戒厳の布告を受けて厳しい報道管制が敷かれ、日本やイギリス、西ドイツなどの西側諸国のテレビ局による生中継のための回線は中国共産党によって次々と遮断されていたものの、アメリカのCNNは依然として世界各国へ向けた生中継を続けていた。
香港返還後の香港では2019年10月4日に香港政府が逃亡犯条例の改正案を撤回した後も収束しないデモ活動に対して発動した。

### 香港 (英領時代)
英領時代の香港では、1922年に香港海員ストライキに対して香港政庁によって香港史上初の戒厳令が敷かれ、1956年10月12日には中国国民党系住民と三合会による双十暴動に際して当時の香港総督によって戒厳が布告された。
また、1922年に香港では夜間外出禁止令や検閲などが可能な事実上の戒厳令に近い「緊急状況規則条例」が定められており、1967年5月24日に文化大革命の影響で起きた香港暴動に対して香港政庁が発動した。

### フィリピン
フィリピンではイスラム過激派組織アブ・サヤフに呼応した武装組織との交戦が拡大し2017年5月25日に南部ミンダナオ島全域に戒厳が発令された。同年10月23日には戦闘終結宣言が出されたものの、2018年までの戒厳の延長が決定している。

### タイ
タイ王国では反政府デモが続き2014年5月20日に戒厳が発令された。2015年4月1日に解除されたが、同時に軍に戒厳下と同等の権限を認める命令が出されたため独裁体制の強化につながるとの批判が出された。

### トルコ
トルコでは2016年7月にトルコ軍の一部がクーデターを起こし、戒厳と外出禁止令を布告したが、最終的に鎮圧された（2016年トルコクーデター未遂事件）。

### ウクライナ

2018年のケルチ海峡事件に伴い戒厳令が発令されたウクライナの州。北から時計回りにチェルニーヒウ州、スームィ州、ハルキウ州、ルハーンシク州、ドネツィク州、ザポリージャ州、ヘルソン州、オデーサ州、ムィコラーイウ州、ヴィーンヌィツャ州の10州に戒厳令が発令された。

ウクライナでは、ロシアが初めてウクライナ攻撃を公式的に認めたケルチ海峡事件（2018年11月25日に発生）によりロシアによる侵攻に備え、11月28日にロシアとの国境およびアゾフ海と黒海に面する州において戒厳令を発令した。しかしロシアによる侵攻はないとし、30日後の12月27日に戒厳令は解除された。
2022年2月24日のロシアによる侵攻を受け、ウクライナ全土に戒厳令が敷かれた。ウクライナ国家安全保障・国防会議は、国政政党で親ロシア派の野党プラットフォーム - 生涯にわたってなど11の政党に活動停止処分を下した。

### ポーランド
ポーランドでは1980年に独立自主管理労働組合「連帯」が結成され、これは社会主義諸国では初となる労働者による自主的かつ全国規模の労働組合であったが、翌年の1981年にポーランド政府は戒厳を出した。しかし、民主化運動の流れは抑えきれず、1989年の円卓会議により非社会主義政権が樹立された。1981年に戒厳を出したヴォイチェフ・ヤルゼルスキ元大統領はのちに起訴されている。

### イタリア
イタリアでは第二次世界大戦末期となる1943年7月、ベニート・ムッソリーニ首相が打倒され、後任にピエトロ・バドリオが就任すると、7月26日から戒厳が発令された。内容は国内の武装兵力ならび警察力を軍に集中させることのほか、様々な禁止項目（夜間外出禁止、照明の使用、3人以上の集会、鏡や燈火による信号、火器の所持など）が中心となった。同月には連合国軍によるシチリア島上陸などが始まっており、バドリオ政権は2か月後の1943年9月に崩壊した。

### チュニジア
チュニジアでは2011年1月11日に失業の増加や食料価格の高騰などに抗議するデモ隊と治安部隊との衝突の拡大に伴い戒厳が出された。

### ギニア
ギニアでは2007年2月12日に戒厳が出されたが、23日の議会で戒厳延長を全会一致で否決した。

### ソマリア
ソマリアでは2007年に無政府状態となった国内の安定の確保を図るため大統領が戒厳を発令することを議会が承認した。

### チリ
チリでは治安情勢の悪化から1984年11月から1985年6月まで戒厳が出された。その後、1986年9月にピノチェト大統領暗殺未遂事件が発生したため再び戒厳が出されたが翌年1月には全面解除されている。

### ボリビア
ボリビアでは1986年8月に鉱山労働者によるストライキが発生したため90日間の戒厳が布告された。

### コロンビア
コロンビアでは1948年4月9日のボゴタ暴動により1949年11月9日から1958年8月27日まで戒厳が布告された。

### アルゼンチン
アルゼンチンでは治安情勢の悪化から1985年10月25日から12月9日まで戒厳が出された。